# Phyllanthus pinnatus
Phyllanthus pinnatus är en emblikaväxtart som först beskrevs av Robert Wight, och fick sitt nu gällande namn av Grady Linder Webster. Phyllanthus pinnatus ingår i släktet Phyllanthus och familjen emblikaväxter. Inga underarter finns listade i Catalogue of Life.